# Uleanivka, Odesa
Uleanivka (în ucraineană Улянівка) este un sat în comuna Dobroslav din raionul Odesa, regiunea Odesa, Ucraina.

## Demografie
Componența lingvistică a localității Uleanivka
     Ucraineană (98,85%)
     Rusă (1,15%)
Conform recensământului din 2001, majoritatea populației localității Uleanivka era vorbitoare de ucraineană (98,85%), existând în minoritate și vorbitori de rusă (1,15%).